# Simfonija št. 39 (Mozart)
Wolfgang Amadeus Mozart: Simfonija št. 39 v Es duru, KV. 543 (1788)
Okviren čas trajanja: 26 minut
Mozart je svoje zadnje tri simfonije napisal poleti leta 1788 prav v času, ko se je obdobje njegovega uspeha končalo. Opera Don Giovanni je po triumfu v Pragi na Dunaju propadla, cesar Jožef II. pa je napadel Turke in zapovedal omejitev vseh »nepotrebnih« stroškov. Za glasbenike so nastopili hudi časi. Mozart je zelo redko napisal karkoli brez naročila, saj se je s skladanjem preživljal. Domnevajo, da je simfonije pripravil za potovanje v London, ki ga ni nikoli izpeljal. Vsekakor ni njegovih zadnjih treh simfonij nihče naročil in plačal. Pač pa je genialni skladatelj njimi začel svoj, zaradi prezgodnje smrti nikoli dokončan prehod v novo glasbeno obdobje.  S Simfonijo št. 39 v Es-duru se je najprej ozrl v smehljajoče se čase svojega otroštva: prvi stavek ima slovesen uvod po starinski francoski modi, ki pa ga zaznamujejo prav disonantne harmonije. Sonatni allegro se začne s poetično prvo temo. Bolj dramatična je druga tematska skupina, iz nje pa izstopa svetla, koračnici podobna melodija v violinah. Skozi ves drugi stavek (Andante con moto) se izmenjujeta spevna in dramatična tema, ki ji dajejo posebno temačno barvo dramatični skoki v pihalih. Da bi bilo nasprotje še ostrejše, je Mozart v pihalni skupini namesto oboj uporabil klarinete. Klarineti igrajo tudi pomembno vlogo v triu menueta, kjer nastopijo v nizkem registru. Sklepni Allegro je zopet v sonatno obliko zavita motorična predstava, ki zahteva od godal največjo tehnično izurjenost in ga zaradi tega violinisti vedno igrajo na avdicijah. Stavek se brez code efektno konča s ponovitvijo dela glavne teme.  

## Stavki
1. Adagio - Allegro
2. Andante con moto
3. Menuetto: Trio
4. Allegro